# Хостикоев, Анатолий Георгиевич
Анато́лий Гео́ргиевич Хостико́ев (укр. Анатолій Георгійович Хостікоєв, осет. Хостыхъоты Георгийы фырт Анатолий; род. 15 февраля 1953 года, Киев, УССР, СССР) — советский и украинский актёр театра и кино. Народный артист УССР (1990). Кавалер ордена «За заслуги» трёх степеней. Лауреат Национальной премии имени Тараса Шевченко. Бывший депутат Киевского городского совета.

## Биография
Родился в смешанной семье: отец — осетин, мать — украинка. Уже в детском саду участвовал во всех утренниках, изображая толстого коричневого мишку. В школе организовал музыкальный театр миниатюр, а роль Отелло всерьёз примерил на 2-м курсе театрального института.
В 1974 году окончил актёрский факультет Киевского государственного театрального института имени И. К. Карпенко-Карого (мастерская Ирины Молостовой).
Творческая деятельность Анатолия Хостикоева началась на сцене Львовского украинского драматического театра им. М. Заньковецкой, где он проработал с 1974 по 1978 годы. Уже с первых ролей актёр сумел приковать к себе внимание зрителя и театральной общественности собственной индивидуальностью, творческой смелостью, яркими красками сценического таланта. В 1978 году Хостикоев получает приглашение в Театр русской драмы имени Леси Украинки и становится столичным актёром. Со 2 сентября 1980 года — актёр Национального академического театра имени Ивана Франко.
В октябре 1999 года вместе с Богданом Бенюком и Мирославом Гринишиным создали Театральную компанию «Бенюк и Хостикоев».
Активно снимается в кино, признанный премьер украинского кинематографа.
Занимался карате стиля сэн-э, приёмы которого неоднократно демонстрировал в фильмах.

### Семья
Первая жена — Надежда Кондратовская (род. 16 июля 1951), народная артистка Украины.
Вторая жена — Любовь Кубюк (род. 19 октября 1954), Заслуженная артистка Украины. Сын — Георгий Хостикоев (род. 11 ноября 1981), актёр.
Третья жена — Наталья Сумская, народная артистка Украины. Сын — Вячеслав Хостикоев (род. 26 июня 1996).

## Театральные работы
Национальный драматический театр имени Ивана Франко
- 1980 — «Дядя Ваня» А. Чехова; режиссёр Сергей Данченко — Астров
- 1980 — «Гибель эскадры» А. Корнейчука; режиссёры Сергей Данченко — Фрегат
- 1981 — «Моя профессия — сеньор из высшего общества» Джулио Скарниччи и Ренцо Тарабузи; реж. Владимир Оглоблин — Антонио
- «Благочестивая Марта» Т. Молина; реж. Владимир Оглоблин — Дон Филиппе
- «Санитарный день» А. Коломийца; реж. Владимир Оглоблин — Федя
- «Мата Хари» Н. Йорданова — Иван Попов
- «Фронт» А. Корнейчука — Огнёв
- «Бунт женщин» Н. Хикмета и В. Комиссаржевской — Роберто
- 1986 — «Энеида» И. Котляревского; реж. Сергей Данченко — Эней
- «Аукцыон» М. Гараева — Валера
- 1987 — «Мастер и Маргарита» М. Булгакова; реж. Ирина Молостова — Воланд
- 1988 — «Каменный властелин» Л. Украинки; реж. Сергей Данченко — Командор
- «Рождественская ночь» Н. Гоголя — Дьяк
- 1989 — «Тевье-Тевель» Г. Горина; режиссёры Сергей Данченко и Дмитрий Чирипюк — Менахем
- 1990 — «Санитарная зона» М. Хвылевого; режиссёры Сергей Данченко — Анарх
- 1991 — «Белая ворона» Ю. Рыбчинского и Г. Татарченко; реж. Сергей Данченко — Жюльен
- «Талан» М. Старицкого — Антон Квитка
- 1995 — «Крошка Цахес» Я. Стельмаха; режиссёры Сергей Данченко — Бальтазар
- 1996 — «Мерлин, или Опустошённая страна» Танкреда Дорста и Урсулы Эллер; реж. Сергей Данченко — Мордред
- 1997 — «Кармен» А. Жолдака и А. Хостикоева по новелле П. Мериме; реж. Андрей Жолдак — Хосе
- 1999 — «Швейк» Я. Гашека; режиссёры Гринишин, Мирослав и А. Жолдак — шпион / жандарм / пан-отче / поручик Лукаш
- 1999 — «Кин ІV» Г. Горина; реж. Анатолий Хостикоев — Эдмонд Кин
- 2000 — «Пигмалион» Дж. Шоу; реж. Сергей Данченко — Генри Хиггинс
- 2001 — «Отелло» У. Шекспира; реж. Виталий Малахов — Отелло
- 2010 — «Грек Зорба» Н. Казандзакиса; реж. Виталий Малахов — Алексис Зорба
- 2015 — «Лес» А. Островского; реж. Дмитрий Богомазов — Геннадий Несчастливцев, пеший путешественник[5]
- 2016 — «Несравненная» Питра Квилтера; реж. Анатолий Хостикоев — Сейнт Клер[6]

Театральная компания «Бенюк и Хостикоев»
- 2003 — «Сеньор из высшего общества» Джулио Скарниччи и Ренцо Тарабузи; реж. Анатолий Хостикоев — Леонида Папагатто
- 2004 — «О мышах и людях» Дж. Стейнбека; реж. Виталий Малахов — Ленни
- 2005 — «Белая ворона» Ю. Рыбчинского и Г. Татарченко; реж. Анатолий Хостикоев — менестрель
- 2008 — «Задунаец за порогом» по мотивам оперы С. Гулак-Артемовского; реж. Анатолий Хостикоев — Султан
- 2011 — «Люкс для иностранцев» Девида Фримана — спонсор Фестиваля

Другие театры
- 2015 — «Он — моя сестра»; реж. Виталий Малахов — Рой (антреприза)[7]

### Режиссёрские работы
- 1999 — «Кин ІV» Г. Горина
- 2003 — «Сеньор из высшего общества» Джулио Скарниччи и Ренцо Тарабузи
- 2005 — «Белая ворона» Ю. Рыбчинского и Г. Татарченко
- 2008 — «Задунаец за порогом» по мотивам оперы С. Гулак-Артемовского
- 2016 — «Несравненная» Питра Квилтера

## Фильмография

### Художественные фильмы
- 1976 — Дума о Ковпаке — Янош Шот
- 1978 — Жнецы
- 1979 — Поезд чрезвычайного назначения
- 1979 — Вавилон XX — Володя Яворский, поэт
- 1983 — Крутизна — Заур
- 1985 — Контрудар — Черняховский, генерал
- 1985 — Миллион в брачной корзине — Раймондо
- 1986 — Точка возврата — Кулебякин
- 1988 — Каменная душа — Дмитро Марусяк
- 1990 — Балаган — Игорь
- 1990 — Штемп — Аркадий Ершов (озвучил Алексей Иващенко**)
- 1991 — Господня рыба — Виктор, актёр
- 1991 — Кому вверх, кому вниз — Фауст
- 1991 — Похороны на втором этаже — Аркадий Юрьевич Ершов, подполковник
- 1992 — Америкэн бой — Близнец старший
- 1992 — Ради семейного очага — Антон
- 1993 — Ночь вопросов — актёр
- 1993 — Западня — Евгений Рафалович, адвокат
- 1994 — Выкуп — Евгений Андреевич Сагибов, бывший подполковник Советской армии (озвучил Алексей Горбунов)
- 1996 — Спасибо за то, что ты есть
- 1997—2001 — Роксолана (телесериал) — султан Сулейман I
- 2001 — Леди Бомж — «Кен» (Тимур Хакимович Кенжетаев)
- 2007 — Сердцу не прикажешь — Григорий Варламов, миллионер
- 2008 — Наваждение
- 2011 — Дело было на Кубани — Игорь Михайлович Крутов
- 2013 — Ловушка — Вадим Александрович Валуев
- 2014 — Пока станица спит — Гаврила Петрович, атаман
- 2014 — Ветреная женщина — Александр Иванович Боголюбов — бизнесмен, председатель холдинга «Боголюбов и Ко»
- 2015 — Последний янычар — Гаврила Петрович
- 2016 — Катерина
- 2016—2017 — Село на миллион — Иван Устимович Боярчук, глава села Кулябы
- 2017 — Сказка старого мельника — Старый мельник[8]

### Озвучивание мультфильмов
- 1984 — Приключения Муви. Ралли

## Признание и награды
- 1990 — Народный артист Украинской ССР
- 1995 — Приз зрительских симпатий кинофестиваля «Стожары» за фильм «Выкуп»
- 1996 — Национальная премия Украины имени Тараса Шевченко
- 1997 — Лауреат премии «Киевская пектораль» в категориях «Лучшая мужская роль» (Хосе, спектакль «Кармен»)
- 1999 — Лауреат премии «Киевская пектораль» в категориях «Лучший спектакль / спектакль драматического театра» (спектакль «Кин IV»)
- 1999 — Лауреат премии «Киевская пектораль» в категориях «Лучший дебют» (режиссура спектакля «Кин IV»)
- 2000 — Почётная грамота Кабинета министров Украины[9].
- 2001 — Лауреат премии «Киевская пектораль» в категориях «Лучшая мужская роль» (Отелло, спектакль «Отелло»)
- 2003 — Кавалер ордена «За заслуги» ІІІ степени[10]
- 2007 — Кавалер ордена «За заслуги» ІІ степени[11]
- 2010 — Лауреат премии «Киевская пектораль» в категориях «Лучшая мужская роль» (Зорба, спектакль «Грек Зорба»)
- 2013 — Кавалер ордена «За заслуги» І степени[12]
- Почётная грамота кабинета министров Украины
- 2020 — Кавалер ордена князя Ярослава Мудрого V степени[13]